# Mario Meneghetti
Mario Meneghetti (4. únor 1893, Novara, Italské království – 24. únor 1942, Novara, Itálie) byl italský fotbalový záložník i trenér.
Fotbal začal hrát v rodném městě za Novaru. Zde hrál od roku 1912 mezi dospělými. V roce 1925 se stal hráčem Juventusu, kde vyhrál svůj jediný titul v lize (1925/26). V Juventusu hrál dvě sezony a poté se vrátil zpět do Novary. V roce 1932 ukončil kariéru v dresu Seregna. Přestože nebyl příliš vysoký, byl vynikající ve hře hlavy. Nebyl obdařen výjimečnou technikou, ale měl značnou atletickou vytrvalost a byl velmi korektním hráčem. Jeho zvláštním rysem, díky němuž byl okamžitě rozpoznatelný na hřištích, bylo hrát si s bílým kapesníkem zauzlovaným za čelem.
Za reprezentaci odehrál 4 utkání. Byl v nominaci na OH 1920
Po fotbalové kariéře se stal trenérem. První angažmá dostal v Novaře, kde působil jednu sezonu a odehrál jedno utkání jako hráč. Poté trénoval ve třetí lize, kde žádných úspěšných výsledků nedosáhl.

## Hráčská statistika
| Sezóna  | Klub     | Liga      | Liga   | Liga | Ligové poháry | Ligové poháry | Ligové poháry | Kontinentální poháry | Kontinentální poháry | Kontinentální poháry | Celkem | Celkem |
| Sezóna  | Klub     | Soutěž    | Zápasy | Góly | Soutěž        | Zápasy        | Góly          | Soutěž               | Zápasy               | Góly                 | Zápasy | Góly   |
| ------- | -------- | --------- | ------ | ---- | ------------- | ------------- | ------------- | -------------------- | -------------------- | -------------------- | ------ | ------ |
| 1921/22 | Novara   | 1. divize | 9      | 4    | -             | 0             | 0             | -                    | 0                    | 0                    | 9      | 4      |
| 1922/23 | Novara   | 1. divize | 13     | 9    | -             | 0             | 0             | -                    | 0                    | 0                    | 13     | 9      |
| 1923/24 | Novara   | 1. divize | 11     | 3    | -             | 0             | 0             | -                    | 0                    | 0                    | 11     | 3      |
| 1924/25 | Novara   | 1. divize | 21     | 4    | -             | 0             | 0             | -                    | 0                    | 0                    | 21     | 4      |
| 1925/26 | Juventus | 1. divize | 22     | 1    | -             | 0             | 0             | -                    | 0                    | 0                    | 22     | 1      |
| 1926/27 | Juventus | 1. divize | 21     | 1    | IP            | 1             | 0             | -                    | 0                    | 0                    | 22     | 1      |
| 1927/28 | Novara   | 1. divize | 16     | 2    | -             | 0             | 0             | -                    | 0                    | 0                    | 16     | 2      |
| 1928/29 | Novara   | 1. divize | 30     | 2    | -             | 0             | 0             | -                    | 0                    | 0                    | 30     | 2      |
| 1929/30 | Novara   | Serie A   | 15     | 0    | -             | 0             | 0             | -                    | 0                    | 0                    | 15     | 0      |
| Celkem  | Celkem   | Celkem    | 158    | 26   | -             | 1             | 0             | -                    | 0                    | 0                    | 159    | 26     |

## Hráčské úspěchy

### Klubové
- 1× vítěz italské ligy (1925/26)

### Reprezentační
- 1x na OH (1920)